# Romualds Grīnblats
Romualds Grīnblats, auch Romuald Samuilowitsch Grinblat (russisch Ромуальд Самуилович Гринблат, wiss. Transliteration Romual'd Samuilovič Grinblat; * 11. August 1930 in Twer, später zeitweise Kalinin, Sowjetunion; † 14. August 1995 in Sankt Petersburg, Russland) war ein lettisch-russischer Komponist.

## Leben
Grīnblats, Sohn eines Arztes und einer Textilkünstlerin, wuchs in einer lettischen Familie mit jüdischen Wurzeln auf. Er absolvierte zunächst ab 1946 die Musikfachschule des Leningrader Konservatoriums in den Fächern Klavier und Komposition bei Sergei Wolfenson und Orest Jewlachow. 1950 ging er nach Riga und studierte an der Lettischen Musikakademie Jāzeps Vītols Komposition bei Ādolfs Skulte. Sein Abschlussdiplom machte er 1955 mit seiner 1. Sinfonie. Danach war er bis 1957 als Toningenieur beim Lettischen Rundfunk und anschließend bis 1961 als Musikredakteur beim Staatlichen Musikverlag tätig. In dieser Zeit verzeichnete er seinen ersten großen Erfolg als Komponist 1959 in Riga mit dem Ballett Rigonda. Es folgten weitere Sinfonien, gleichzeitig schrieb Grīnblats auch zunehmend Musik für Theater und Kino. 1971 zog er nach Leningrad, wo er als Redakteur des Verlags „Sovietski kompozitor“ arbeitete. Sein Grabmal befindet sich auf dem Preobraschenskoje-Friedhof in Sankt Petersburg.

## Stil
Grīnblats komponierte in einer bemerkenswerten Stilvielfalt – seine Bandbreite reichte von der Rockoper bis hin zu polystilistischen Werken, von der Unterhaltungsmusik bis hin zu Atonalität, Zwölftontechnik und Serialismus. Er schrieb Opern, auch Kinder-, Rockopern und Musicals, Ballette, Orchesterwerke, darunter 7 Sinfonien, außerdem Vokal-, Kammer-, Klaviermusik sowie Theater- und Filmmusik. Sein kompositorisches Credo lautete: 

„Meine künstlerischen Ziele sind: Vervollkommnung der Einheit aller Komponenten. Für jedes Werk eine eigene Kompositionsidee. … Freisein von Dogmen. Ich gebe keiner Kompositionstechnik den Vorzug, sondern verwende vielmehr verschiedene Techniken (wie Dodekaphonie, Serialismus usw.) in ihrer Wechselwirkung. Wenn es nötig ist, bediene ich mich auch eher traditioneller Mittel.“

Er zählte zur damaligen sowjetischen Avantgarde, Luigi Nono bezeichnete Grīnblats’ 4. Sinfonie (1967) seinerzeit als das wichtigste Werk der Sowjetära nach Schostakowitschs 8. Sinfonie. Grīnblats galt als einer der ersten Komponisten der UdSSR, die verschiedene Stilebenen miteinander kombinierten. So koppelte er in seiner 1970 entstandenen Suite Das Leben Molières (nach Michail Bulgakow) eine Melodie im Rokoko-Stil mit Cluster-Klängen. Auf dieses Werk wurde der Begriff Polystilistik in der Sowjetunion zunächst bezogen – noch vor Alfred Schnittkes 1. Sinfonie. Auch in der Rockoper Die flämische Legende über Till Eulenspiegel (1978) verschmolz Grīnblats Symphonik mit Pop, Estrada und Jazz.

## Auszeichnungen
- 1960: Lettischer Staatspreis
- 1987: Verdienter Kunstschaffender der RSFSR

## Werke (Auswahl)
- 1. Sinfonie, 1954
- 2. Sinfonie, 1957
- Rigonda, Ballett (nach Vilis Lācis), 1959
- Klavierkonzert, 1963
- 3. Sinfonie, 1964
- Riga, Ballett, 1965
- Nocturne für 17 Instrumente, 1966
- Daugawa, sinfonisches Poem, 1966
- Ballada, sinfonisches Poem, 1966
- Die Legende von Till Eulenspiegel (Leģenda par Pūcesspieģeli), Musical nach Charles De Coster, 1966 (1978 revidiert zur Rockoper, siehe dort)
- 4. Sinfonie, 1967
- Sonate für Klavier, 1968
- Phonetische Übungen (Упражнения по фонетике), Kantate für Kammerchor und 5 Instrumente nach Robert Roschdestwenski, 1969
- Kater und Vogel (басня Кот и птица), Märchen für Kinderchor nach Jacques Prévert, 1970
- Das grüne Vöglein (Zaļais putniņš, Зелёная птичка), Musical nach Carlo Gozzi, 1970
- Konzert für Flöte und Kammerorchester, 1970
- Bãrddziņa meita (Die Tochter des Barbiers), Kinderoper nach Hans Christian Andersen, 1972
- Das Leben Molières, Suite für Cembalo und 12 Streicher nach Michail Bulgakows Die Kabale der Scheinheiligen, 1973
- Peter Pan (Pīters Pens), Musical, 1976
- Die flämische Legende (Фламандская легенда), Rockoper nach Charles De Coster (urspr. Die Legende von Till Eulenspiegel), 1978
- Die lustigen Weiber von Windsor nach William Shakespeare, 1981
- 5. Sinfonie, 1983
- 6. Sinfonie Intervalle, 1989/90
- 7. Sinfonie, 1995

## Filmmusik (Auswahl)
- Двое, 1965
- Die Abenteuer des Ballonpiloten J.A. (Сломанная подкова), 1973
- Раз, два — горе не беда!, 1988